# Liste der Bischöfe von Chester
Die Liste der Bischöfe von Chester stellt die bischöflichen Titelträger der Church of England, der Diözese von Chester, in der Province of York dar.
| Liste der Bischöfe von Chester | Liste der Bischöfe von Chester | Liste der Bischöfe von Chester | Liste der Bischöfe von Chester                              |
| ------------------------------ | ------------------------------ | ------------------------------ | ----------------------------------------------------------- |
| Von                            | Bis                            | Name                           | Anmerkungen                                                 |
| 1542                           | 1554                           | John Bird                      | vorher Bischof von Penrydd und Bangor                       |
| 1554                           | 1555                           | George Cotes                   |                                                             |
| 1556                           | 1559                           | Cuthbert Scott                 |                                                             |
| 1561                           | 1577                           | William Downham                |                                                             |
| 1579                           | 1595                           | William Chaderton              | danach Bischof von Lincoln                                  |
| 1595                           | 1596                           | Hugh Bellot                    | vorher Bischof von Bangor                                   |
| 1597                           | 1604                           | Richard Vaughan                | vorher Bischof von Bangor, danach vorher Bischof von London |
| 1604                           | 1615                           | George Lloyd                   | vorher Bischof von Sodor und Man                            |
| 1616                           | 1619                           | Thomas Morton                  | danach Bischof von Lichfield und Durham                     |
| 1619                           | 1646                           | John Bridgeman                 |                                                             |
| 1646                           | 1660                           | aufgehoben                     | aufgehoben                                                  |
| 1660                           | 1661                           | Brian Walton                   |                                                             |
| 1662                           | 1662                           | Henry Ferne                    |                                                             |
| 1662                           | 1668                           | George Hall                    | gleichzeitig Erzdiakon von Canterbury                       |
| 1668                           | 1672                           | John Wilkins                   |                                                             |
| 1673                           | 1686                           | John Pearson                   |                                                             |
| 1686                           | 1689                           | Thomas Cartwright              |                                                             |
| 1689                           | 1707                           | Nicholas Stratford             |                                                             |
| 1708                           | 1714                           | William Dawes                  | danach Erzbischof von York                                  |
| 1714                           | 1725                           | Francis Gastrell               |                                                             |
| 1726                           | 1752                           | Samuel Peploe                  |                                                             |
| 1752                           | 1771                           | Edmund Keene                   | danach Bischof von Ely                                      |
| 1771                           | 1776                           | William Markham                | danach Erzbischof von York                                  |
| 1776                           | 1787                           | Beilby Porteus                 | danach Bischof von London                                   |
| 1788                           | 1800                           | William Cleaver                | danach Bischof von Bangor und Sankt Asaph                   |
| 1800                           | 1809                           | Henry Majendie                 | danach Bischof von Bangor                                   |
| 1810                           | 1812                           | Bowyer Sparke                  | danach Bischof von Ely                                      |
| 1812                           | 1824                           | George Law                     | danach Bischof von Bath und Wells                           |
| 1824                           | 1828                           | Charles Blomfield              | danach Bischof von London                                   |
| 1828                           | 1848                           | John Sumner                    | danach Erzbischof von Canterbury                            |
| 1848                           | 1865                           | John Graham                    |                                                             |
| 1865                           | 1884                           | William Jacobson               |                                                             |
| 1884                           | 1889                           | William Stubbs                 | danach Bischof von Oxford                                   |
| 1889                           | 1919                           | Francis Jayne                  |                                                             |
| 1919                           | 1932                           | Luke Paget                     | vorher Bischof von Ipswich und Stepney                      |
| 1932                           | 1939                           | Geoffrey Fisher                | danach Bischof von London und Erzbischof von Canterbury     |
| 1939                           | 1955                           | Douglas Crick                  | vorher Bischof von Stafford                                 |
| 1955                           | 1973                           | Gerald Ellison                 | vorher Bischof von Willesden, danach Bischof von London     |
| 1974                           | 1981                           | Victor Whitsey                 | vorher Bischof von Hertford                                 |
| 1982                           | 1996                           | Michael Baughen                |                                                             |
| 1996                           | 2019                           | Peter R. Forster               | konvertierte 2021 zur katholischen Kirche                   |
| 2020                           |                                | Mark Tanner                    |                                                             |